# Općinska B nogometna liga Koprivnica 1977./78.
Općinska B nogometna liga Koprivnica za sezonu 1977./78. je bila liga sedmog stupnja nogometnog prvenstva Jugoslavije. 
 
Sudjelovalo je devet klubova, a prvak je bila "Lipa" iz Hlebina. 

## Ljestvica
| mj. | klub              | ut. | pob. | ner. | por. | gol+ | gol- | bod     |
| --- | ----------------- | --- | ---- | ---- | ---- | ---- | ---- | ------- |
| 1.  | Galeb Koledinac   | 10  | 9    | 0    | 1    | 32   | 9    | 18      |
| 2.  | Jadran Kuzminec   | 10  | 7    | 0    | 3    | 27   | 8    | 14      |
| 3.  | Polet Goričko     | 10  | 6    | 0    | 4    | 22   | 15   | 10 (-2) |
| 4.  | GOŠK Gotalovo     | 10  | 5    | 0    | 5    | 21   | 17   | 10      |
| 5.  | Mladost Mali Otok | 10  | 2    | 0    | 8    | 15   | 38   | 4       |
| 6.  | Mladost Kutnjak   | 10  | 1    | 0    | 9    | 7    | 37   | 2       |

## Rezultatska križaljka
| kratica | klub              | GAL | GOŠK | JAD | MLAK | MLAMO | POL |
| --- | ----------------- | --- | ---- | --- | ---- | ----- | --- |
| GAL | Galeb Koledinac   |     |      |     |      |       |     |
| GOŠK | GOŠK Gotalovo     |     |      |     |      |       |     |
| JAD | Jadran Kuzminec   |     |      |     |      |       |     |
| MLAK | Mladost Kutnjak   |     |      |     |      |       |     |
| MLAMO | Mladost Mali Otok |     |      |     |      |       |     |
| POL | Polet Goričko     |     |      |     |      |       |     |
| |                   |     |      |     |      |       |     |
| podebljan rezultat - utakmice od 1. do 5. kola (1. utakmica između klubova) rezultat normalne debljine - utakmice od 6. do 10. kola (2. utakmica između klubova) rezultat nakošen - nije vidljiv redoslijed odigravanja međusobnih utakmica iz dostupnih izvora rezultat smanjen * - iz dostupnih izvora nije uočljiv domaćin susreta prekrižen rezultat - poništena ili brisana utakmica p - utakmica prekinuta 3:0 p.f. / 0:3 p.f. - rezultat 3:0 bez borbe n.i. - nije igrano |                   |     |      |     |      |       |     |

 Izvori:

## Unutarnje poveznice
- Međuopćinska liga Koprivnica – Križevci 1977./78.
- Općinska A liga Koprivnica 1977./78.